# Diagrama polar
Un diagrama polar es un dibujo técnico que refleja la radiación en que un determinado sistema capta o emite (radia) energía al espacio. Estas pueden ser, por ejemplo ondas de sonido o Radiación electromagnética.
Entre otras aplicaciones, se utiliza en micrófonos y altavoces así como en antenas de todo tipo.
Para ello, se representa el espacio como una circunferencia y el modo en el que las ondas se disipan en el entorno que está representado en grados.
Dependiendo de su directividad, podemos diferenciar entre: 
- Omnidireccional
- Bidireccional
- Unidireccionales

- Cardioide
- Supercadioide

## Omnidireccional o no direccional
Radian o captan por igual en todas direcciones, es decir, en los 360°. 

Diagrama de radiación omnidireccional.

## Bidireccional
El diagrama polar tiene forma de ocho con dos lóbulos opuestos. 
Emiten o captan sonido tanto por delante como por detrás, mientras que son prácticamente “mudos” en los laterales. 
El ángulo preferente se sitúa en torno a los 100º. 
En altavoces, los diagramas polares bidireccionales no se utilizan en demasía por idénticas razones que los omnidireccionales: requieren de grandes cajas acústicas.

Diagrama de radiación bidireccional.

## Unidireccionales
Emiten o captan en una dirección muy marcada y son “relativamente muertos” en las otras.

### Cardioide
Tipo de unidireccional que se llama así porque el diagrama polar tiene forma de corazón, lo que se traduce en que radian o captan hacia o desde la parte frontal y tienen un mínimo de sensibilidad en su parte posterior, donde se produce una atenuación gradual. 
El ángulo preferente lo alcanza en un ángulo de 160º.

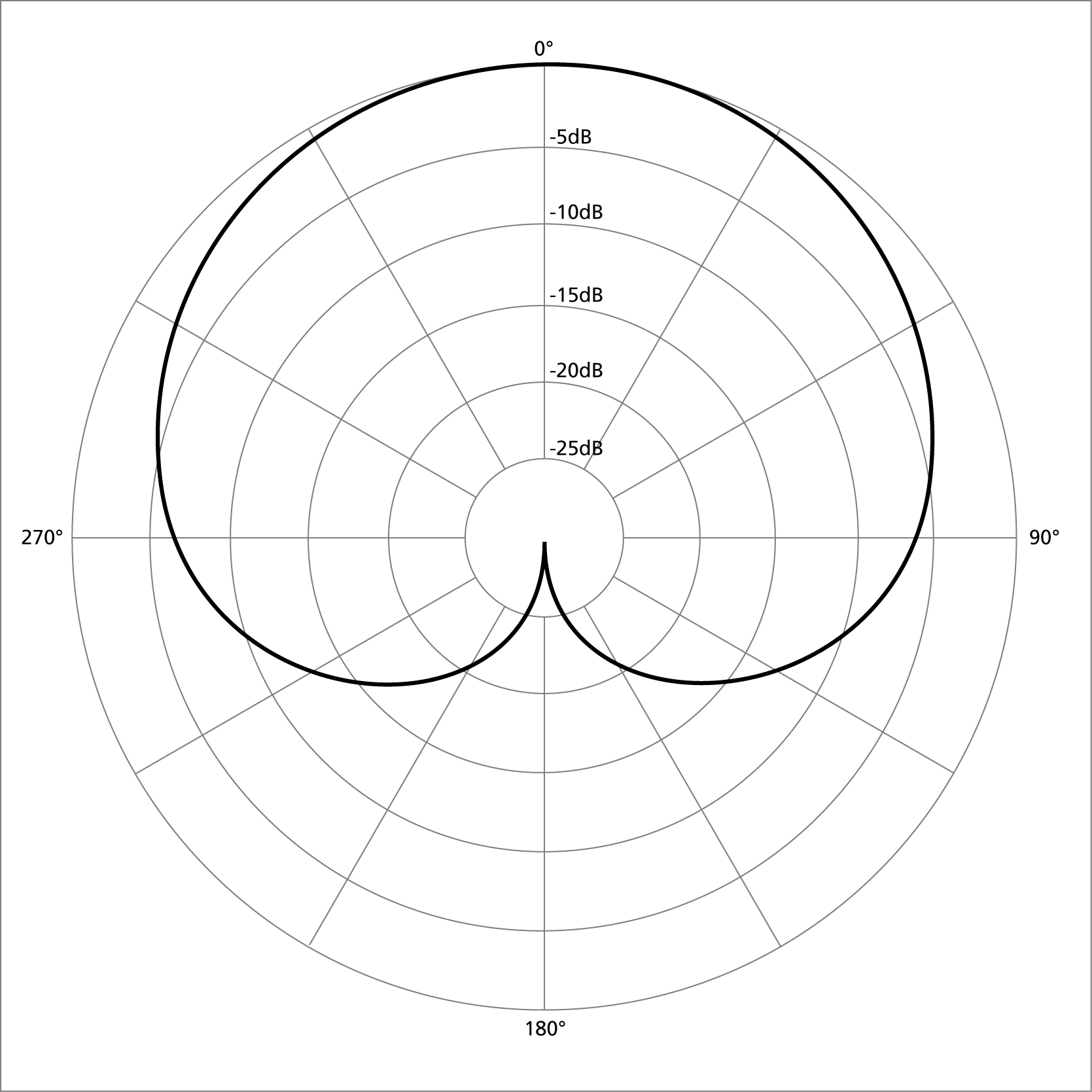
Diagrama de radiación cardioide.